# Копнежи по белия път
„Копнежи по белия път“ е български игрален филм (драма) от 1987 година, по сценарий и режисура на Никола Корабов. Оператор е Цветан Чобански. Музиката във филма е композирана от Симо Лазаров.

## Актьорски състав
- Иван Петрушинов – Владко
- Силвия Рангелова – Мадамчик
- Явор Милушев – Хинду
- Нели Топалова – Мис Кет
- Кирил Кавадарков
- Йордан Биков
- Мария Найденова
- Петър Славов
- Стефан Илиев
- Атанас Божинов
- Момчил Карамитев
- Йорданка Витанова
- Милена Цанова
- Лазарина Добрич
- Ернестина Шинова
- Емануела Шкодрева
- Георги Миндов
- Петър Стойчев
- Дочо Вачков